# 安氏長嘴鱲
安氏长嘴鱲（学名：Raiamas ansorgii）为輻鰭魚綱鯉形目鲤科长嘴鱲属的鱼类。主要分布於非洲安哥拉廣薩河，體長可達12公分，棲息在中底層水域。